# James von Leesen
Jakob Ludvig von Leesen, född 28 september 1863 i Norrköpings Hedvigs församling, Östergötlands län, död 27 juni 1922 i Norrköpings Sankt Olai församling, Östergötlands län, var en svensk industriman och son till Jacob von Leesen. James von Lessen var ägare till Krusenhof i Kvillinge fram till 1912 då han sålde det till riksmarskalk Otto Printzsköld.